# Intercessione
L'intercessione è, in generale, l'intervento che si fa presso qualcuno al fine di ottenere un beneficio per altri.
Il significato originario del termine era tratto dal diritto romano dove era tipica l'intercessio tribunicia: l'intervento del tribuno della plebe a favore di un plebeo per proteggerlo da un intervento di un magistrato.

Ad essi era attribuita la sacrosanctitas, un attributo di inviolabilità e di sacralità irrevocabile, che comportava l'impossibilità di essere arrestato da un magistrato maggiore. Il tribuno poteva insindacabilmente estendere questa immunità ad un plebeo, per questioni specifiche e per un tempo limitato.

## Cristianesimo
Nel cristianesimo l'intercessione viene intesa come una preghiera che il fedele rivolge a Dio in favore o per conto di altre persone: intercessore è colui che prega Dio a favore del suo prossimo. La concessione della grazia è subordinata alla libera volontà di Dio, che è Amore rivelato in Gesù Cristo: in senso orizzontale verso il prossimo, e in senso verticale verso Dio
Nelle chiese protestanti e riformate, in cui non c'è il culto dei santi, le preghiere d'intercessione vengono rivolte solo a Dio,  "nel nome di Gesù Cristo".
I cattolici, gli ortodossi e alcuni gruppi protestanti (come gran parte degli anglicani) credono che, invocando l'intercessione di un santo, si possa più efficacemente ottenere grazie da Dio. Impropriamente si usa dire che il santo "fa la grazia". Secondo tali confessioni è sempre Dio che "fa" la grazia e da Dio il santo la ottiene, aggiungendo le proprie preghiere a quelle dei fedeli che gli chiedono di intercedere.
Il santo può mediare e ridistribuire la grazia di Dio al prossimo, proprio e di colui che lo invoca.

## Nel Vecchio Testamento
In Zaccaria 12:10, il profeta riferisce la promessa di Dio di mandare lo Spirito di grazia e di supplicazione sulla Tribù di Giuda e sulla casa di Davide.
Il Libro di Tobia, riferisce del santo arcangelo Raffaele che intercede a Tobia la grazia dell'esorcismo sul demone Asmodeo.

## Nei Vangeli
L'espressione Santo di Dio compare tre volte nei Vangeli, in riferimento soltanto a Gesù Cristo:
- nell'esorcismo a Cafarnao (Marco 1,21-28[6] e Luca 4,31-37[7]), Gesù è chiamato il "Santo di Dio" dal demone che tormenta un fedele, liberato dalle Sue parole,
- in Giovanni 6,67-70[8], Pietro parla a nome dei dodici Dodici: «noi abbiamo creduto e conosciuto che tu sei il Santo di Dio» e Gesù anticipa il tradimento di Giuda Iscariota[9], chiamandolo diavolo (in greco διάβολός trasl.: "diabolos"[10]).

L'esorcismo è una delle grazie divine che Gesù, il Santo di Dio, può intercedere a favore di chi Lo prega. In Giovanni 13:26-27, l'annuncio del tradimento di Giuda è dato da Gesù, dopodiché Satana entrò in lui, a ribadire che quando la volontà della creatura umana decide di non conformarsi più a Dio, nemmeno Dio stesso può intercedere per questi un esorcismo e impedire che Satana entri in lui (v. 27). Satana è menzionato con il nome proprio di persona, anche nel testo greco

## Nelle Lettere
Efesini 4:30 cita lo Spirito Santo di Dio come sigillo per il giorno della redenzione, intercessore di grazia per i cristiani.
1 Pietro 2:4-10 definisce i fedeli cristiani "pietre viventi", che devono venire ad essere casa spirituale, e la "nazione santa", che ha ricevuto da Dio la grazia di essere chiamato dalle tenebre alla luce, e, a sua volta, proclama e intercede presso gli altri la grazia di conoscere le opere di Dio.

In 1:21, lo Spirito Santo intercede il dono della profezia nei "santi uomini di Dio".

## Chiesa Cattolica
Il Magistero della Chiesa Cattolica afferma la Verità della comunione dei santi, formata dalla gerarchia degli angeli di Dio e degli esseri umani fedeli a Gesù Cristo, e dalle anime dei trapassati che sono salve in Paradiso. Questa minoranza delle persone angeliche e umane, ha un particolare potere di far ascoltare la propria preghiera dal Padre Dio, perché Egli conceda la grazia richiesta loro dal fedele o comunque necessaria al Sommo Bene.

Il santo, come suggerisce il nome, beneficia più degli altri della presenza dello Spirito Santo Dio e della Sua grazia santificante, per effetto dei meriti della propria virtù, che sono in ordine temporale: fede, speranza e carità.

## Cattolici e Ortodossi
Ci si può rivolgere non solo ai santi e ai beati proclamati ufficialmente dalla Chiesa cattolica (o ortodossa), ma a tutti coloro che si crede siano in Paradiso. Anzi, una delle condizioni che la Chiesa cattolica o ortodossa pone per dichiarare una persona beata è che essa manifesti la propria intercessione, ottenendo almeno un miracolo; un secondo miracolo è richiesto per arrivare alla canonizzazione.
I cristiani cattolici e ortodossi si rivolgono particolarmente ad alcune categorie di santi, a seconda del tipo di grazia richiesta:
- l'intercessione della Vergine Maria è ritenuta specialmente efficace per tutti i tipi di grazie;
- alcuni santi sono invocati per intercedere alcuni particolari tipi di grazie, ad esempio la guarigione da una determinata malattia;
- alcuni santi sono dichiarati dalla Chiesa cattolica od ortodossa patroni di una particolare categoria o di un Paese o di una regione;
- ogni fedele può avere, in ragione della sua storia personale o delle sue inclinazioni, una predilezione per uno o più santi a cui si rivolge in modo speciale.

## Chiese protestanti e Riformate
La concezione del cristianesimo protestante sostiene che l'intercessione di Gesù Cristo sia pienamente sufficiente affinché la creatura umana possa accedere a Dio ed alla sua grazia, e che egli non abbia delegato o condiviso questo ruolo e funzione con nessun altro, neanche ai più meritevoli fra i cristiani. I protestanti ritengono che questa concezione si fondi su affermazioni precise della Bibbia e che queste non possano essere eluse con argomentazioni di alcun tipo. Fra queste affermazioni della Scrittura vi è "...Infatti c'è un solo Dio e anche un solo mediatore fra Dio e gli uomini, Cristo Gesù uomo" (1 Timoteo 2:5)." Il cristianesimo protestante, infine, sostiene che le uniche preghiere di "intercessione" possibili, nel nome di Cristo, siano quelle dei cristiani viventi in terra e non quelli che, deceduti, sono "con il Signore".

## Cristianità: analogie e differenze
La Somma Teologica di san Tommaso afferma riguardo all'intercessione che «ogni volontà assoluta di Cristo, anche umana, fu soddisfatta, essendo essa conforme a Dio: quindi ogni sua preghiera fu esaudita. Infatti da questa conformità al volere di Dio dipende l'esaudimento anche delle preghiere degli altri». Citando Romani 8:27, continua che Cristo ha il potere di scrutare nei cuori e approva, condivide i desideri che lo Spirito Santo causa nei cuori dei santi, una volontà conforme alla volontà di Dio. Il loro adeguamento alla volontà di Dio fa sì che loro chiedano a Dio ciò che a Lui gradito e che lo Spirito Santo possa concederlo (intercederlo).

Riguardo alla mediazione di Cristo afferma che «Cristo in quanto Dio è in tutto uguale al Padre. Invece per la sua natura umana è superiore agli altri uomini. Può quindi essere mediatore in quanto uomo, non in quanto Dio». La mediazione delle creature viventi è riferita a profeti e sacerdoti, per il quali afferma: «I profeti e i sacerdoti dell'antica legge furono detti mediatori fra Dio e gli uomini in maniera dispositiva e ministeriale, in quanto cioè prefiguravano e rappresentavano il mediatore vero e perfetto fra Dio e gli uomini. - I sacerdoti della nuova legge possono dirsi invece mediatori fra Dio e gli uomini in quanto sono ministri del vero mediatore quali suoi vicari, conferendo agli uomini i sacramenti della salvezza»..
L'intercessione dei Santi non aggiunge dei mediatori tra Cristo e il genere umano, dato che gli angeli e le anime dei trapassati sono un solo corpo, una sola sostanza e una sola Persona col corpo incarnato, col corpo risorto da morte e col corpo eucaristico di Gesù Cristo.

Simile considerazione vale anche per i santi durante la loro vita terrena. Pur non essendo ancora questi indissolubilmente legati a Gesù Cristo, quando intercedono la grazia divina essi partecipano anima e corpo al Corpo di Gesù, sono in persona Christi.